# Enrico Peyretti
Enrico Peyretti (Torino, 5 ottobre 1935) è un attivista e saggista italiano, intellettuale, impegnato nella ricerca per la pace e nel movimento per la nonviolenza.

## Biografia
Vive gli anni della guerra 1940-45 in parte a Rivara Canavese (Torino) e Bagnone (Massa Carrara). Nel 1948-53 frequenta il liceo classico Repetti, a Carrara. È stato presidente centrale della Federazione universitaria cattolica italiana (FUCI) dal 1959 al 1961, nominato da papa Giovanni XXIII, avendo come vice-presidente Pier Cesare Bori e assistente ecclesiastico mons. Franco Costa. Ordinato presbitero nel 1964 e ritornato laico nel 1974. Nel 1965 licenziato in teologia all'Università Gregoriana di Roma, nel 1972 laureato in Giurisprudenza all'Università di Torino, Nel periodo del post-Concilio Vaticano II animò a Torino alcune realtà ecclesiali di base, e collaborò con l'arcivescovo Michele Pellegrino. Abilitato nel 1970 all'insegnamento di Scienze umane, ha insegnato Storia e Filosofia nei licei statali. Fondò nel 1971 (e diresse fino al 2001), assieme ad "alcuni cristiani di Torino", la rivista mensile il foglio, che ancora oggi, in formato online rappresenta un luogo di riflessione su tematiche religiose e politiche da parte del Cristianesimo di base. Svolge dagli anni '80 attività come ricercatore per la pace nel Centro Studi Domenico Sereno Regis di Torino, sede dell'Italian Peace Research Institute; è stato membro del comitato scientifico del Centro Interatenei Studi per la Pace delle Università piemontesi. È membro della Rete Transcend per la Pace, Sviluppo e Ambiente fondata da Johan Galtung. È un riferimento all'interno del Movimento nonviolento e del Movimento Internazionale di Riconciliazione.
È stato candidato nella lista Pace Terra Dignità alle elezioni europee del 2024 nella circoscrizione nord-occidentale, ottenendo più di 300 preferenze e non risultando eletto in quanto la lista non ha superato la soglia di sbarramento.

## Opere
Ha pubblicato:
"Glorie del pedale", vol. I e vol. II. Quaderni autoprodotti in copia unica con ritagli e commenti sullo sport del ciclismo, 1947 e 1948
- "Alcuni elementi per una filosofia della pace", Scuola di pace, Città di Boves, Anno accademico 1993-94;
- Dall'albero dei giorni, Soste quotidiane su fatti e segni. Prefazione di Goffredo Fofi, Ed. Servitium, Sotto il Monte (BG) (1998);
- La politica è pace, Prefazione di Raniero La Valle, Cittadella, Assisi (PG) (1998);
- Per perdere la guerra, Beppe Grande, Torino (1999);
- Fratello che vai, Malattia e morte del fratello Pier Giorgio, edizione privata (2003-2006);
- Dov'è la vittoria?, Piccola antologia aperta sulla miseria e la fallacia del vincere, Il segno dei Gabrielli, San Pietro in Cariano (VR) (2005);
- Esperimenti con la verità. Saggezza e politica di Gandhi, Pazzini, Villa Verucchio (RM) (2005).
- Il diritto di non uccidere. Schegge di speranza, Il Margine, Trento (2009)
- Dialoghi con Norberto Bobbio su politica, fede, nonviolenza , con trentanove lettere inedite del filosofo, Claudiana, Torino (2011)
- Il bene della pace. La via della nonviolenza , Collana L'etica e i giorni, Cittadella Editrice, Assisi (2012)
- Elogio della gratitudine, Prefazione di Giannino Piana, Collana L'etica e i giorni. Cittadella Editrice, Assisi (2015)
- Non ho scoperto nuove terre. Con saggio introduttivo di Raniero La Valle, Ed. Mille, Torino 2021
- Fino alla liberazione dalla guerra. Pensieri, azioni, speranze di pace. Prefazione di Pietro Polito, Ed Mille, Torino 2025
- Introduzione a Lev Tolstoj, I racconti di Sebastopoli (1854-1855), e saggio Tolstoj, la guerra e la pace, Ed. Edimedia, Firenze 2025.

Ha curato, inoltre,
- Autori Vari, Al di la' del "non uccidere", Cens, Liscate (1989) (ora Servitium);
- Jean-Marie Muller, Il principio nonviolenza. Una filosofia della pace, Plus, Pisa University Press, Pisa (2004). Prefazione di Roberto Mancini

In quest'ultimo testo, di cui è il traduttore, è presente anche la ricerca bibliografica Difesa senza guerra. Bibliografia storica delle lotte nonarmate e nonviolente, disponibile anche, con aggiornamenti successivi, nella rete telematica, e nel suo blog.
Collabora regolarmente a riviste italiane come il foglio, Rocca (dagli anni '80, oltre 500 articoli), Servitium (dagli anni '80, oltre 60 articoli), Azione nonviolenta. Ha collaborato alle riviste di cultura: Bozze (diretta da Raniero La Valle), Sisifo, Quaderni Satyagraha, Il Tetto, Segno, Giano, Annuario di Filosofia 2006, L'ospite ingrato, éupolis, Confronti, Lo Straniero (diretto da Goffredo Fofi), Mosaico di Pace (diretto da Alex Zanotelli), Incontri, Parolechiave, Politica e Società, Spaziofilosofico, Madrugada, Viottoli, MicroMega, Esodo, Impegno, e al giornale telematico La nonviolenza è in cammino. Ha pubblicato contributi in vari volumi collettivi.
Ha collaborato alle attività culturali, a Torino, del Centro Studi Piero Gobetti e del Centro Evangelico di Cultura. Ha presentato contributi a vari convegni nazionali di ricerca sulla pace, sulla Difesa Popolare Nonviolenta; ha tenuto lezioni in varie Scuole di pace, in seminari universitari (Bologna, Macerata, Torino, Padova, Roma, Udine), in corsi di aggiornamento per insegnanti ed ha collaborato con vari enti nella formazione degli obiettori di coscienza.
Ha destinato la sua biblioteca (oltre 10.000 volumi) al Comune di Collegno (Torino) per il costituendo Museo-Laboratorio della Pace. Ha destinato e consegnato il proprio archivio (circa 120 faldoni) all'Associazione Culturale Vera Nocentini, ETS, partner del Polo 900, via del Carmine 14, Torino.